# Ed Scheinerman
Edward R. Scheinerman, né le 23 mai 1957 est un mathématicien américain, travaillant dans la Théorie des graphes et la théorie des ordres. . En mathématiques il s'intéresse à la Conjecture de Scheinerman, maintenant prouvée, indiquant que chaque graphe planaire peut être représenté comme un graphe d'intersection de segments de droite.

## Biographie
Scheinerman fait ses études de premier cycle à l'Université Brown, obtient son diplôme en 1980 et son doctorat en 1984 de l'Université de Princeton sous la direction de Douglas B. West . Il rejoint l'Université Johns-Hopkins en 1984 comme professeur de mathématiques appliquées, de statistiques et d'informatique et depuis 2000, il y est administrateur, en tant que directeur de département, doyen associé, vice-doyen à l'éducation, vice-doyen à l'enseignement supérieur et vice-doyen à la faculté (à compter de septembre 2019).
Il est deux fois lauréat du prix Lester R. Ford de la Mathematical Association of America pour l'écriture explicative, en 1991 pour son article « Random intervals » avec Joyce Justicz et Peter Winkler, et en 2001 pour son article « When Close is Close Enough". En 1992, il devient membre de l'Institute of Combinatorics and its Applications et en 2012, il est membre de l'American Mathematical Society.

## Publications
- Invitation to Dynamical Systems (Prentice Hall, 1996, réimprimé par Dover Publications, 2012 ).
- Théorie des graphes fractionnaires (Avec Daniel Ullman, Wiley, 1997, réimprimé par Dover Publications, 2011 )[4].
- Mathématiques : une introduction discrète . (Brooks/Cole, 2000 ; 3e édition, Cengage Learning, 2012).
- C++ pour mathématiciens : une introduction pour les étudiants et les professionnels (Chapman & Hall/CRC, 2006).
- Le compagnon de l'amateur de mathématiques: des chefs-d'œuvre pour tous (Yale University Press, 2017).